# Телурид мангану
Телурид мангану — бінарна неорганічна сполука мангану й телуру з формулою MnTe. Кристали.

## Отримання
- Сплавлення стехіометричних кількостей чистих речовин у вакуумі:

{\displaystyle {\mathsf {Mn+Te\ {\xrightarrow {700^{o}C}}\ MnTe}}}

## Фізичні властивості
Телурид мангану утворює кристали гексагональної сингонії, просторова група P 63/mmc, параметри комірки: a = 0,4146 нм, c = 0,6709 нм, Z = 2.
При 950 °C відбувається перехід у фазу гексагональної сингонії зі структурою типу ZnS (вюртцит).
При 1020 °C відбувається перехід у фазу кубічної сингонії зі структурою типу ZnS (сфалерит).
При 1055 °C відбувається перехід у фазу кубічної сингонії зі структурою типу NaCl і параметрами комірки a = 0,6026 нм.
Антиферомагнетик. За температури вище 50 °C — парамагнетик.